# Marcus Böhme
Marcus Böhme (Berlim, 25 de agosto de 1985), é um voleibolista alemão que atua como central. Com a seleção alemã ganhou as inéditas medalha de bronze no Campeonato Mundial de 2014, onde foi eleito o melhor central da competição, e a medalha de prata no Campeonato Europeu onde novamente entrou na seleção do campeonato como o segundo melhor central. Atualmente defende as cores do VfB Friedrichshafen.

## Títulos por clubes
- Campeonato Alemão: 2

2009-10, 2010-11
- Copa da Alemanha: 2

2011-12, 2021-22
- Campeonato Greco: 2

2017-18, 2018-19
- Copa da Grécia: 2

2017-18, 2018-19

## Clubes
- SCC Berlin: 2005/06 - 2008/09
- VfB Friedrichshafen: 2009/10 - 2011/12
- Altotevere San Giustino: 2012/13 - 2012/13
- Generali Haching: 2013/14 - 2013/14
- Fenerbahçe: 2014/15 - 2014/15
- Cuprum Lubin: 2015/16 - 2016/17
- Olympiacos: 2017/18 - 2018/19
- Dínamo-LO: 2019/20 - 2019/20
- VfB Friedrichshafen: 2020/21 - atual